# Бильдюхино
Бильдюхино — деревня в Шуйском районе Ивановской области. Входит в состав Остаповского сельского поселения.

## География
Находится в южной части Ивановской области у южной границы районного центра города Шуя на левом берегу реки Теза.

## История
В 1859 году здесь (тогда деревня в составе Шуйского уезда Владимирской губернии) был учтен 41 двор.

## Население
Постоянное население составляло 341 человек (1859 год), 165 в 2002 году (русские 98 %), 172 в 2010.